# Frida Modén Treichl
Frida Maria Modén Treichl, född 10 september 1985 i Vreta Klosters församling, Östergötlands län, är en svensk musikalartist, skådespelare, sångerska och låtskrivare. Hon är uppvuxen i Ljungsbro.

## Biografi
Våren 2010 deltog Modén Treichl i SVT:s Jakten på Julia där hon slutade på andra plats. Hon studerade 2005–2008 på musikalprogrammet vid Högskolan för scen och musik vid Göteborgs universitet. År 2009 fick hon Linköpings kommuns kulturstipendium. 2011 medverkade hon i rollen som Anita i West Side Story på Göteborgsoperan. Frida Modén Treichl är syster till operasångerskan Miriam Treichl. 6 september 2018 släppte Modén Treichl sin debutsingel Amazon of Wonder skriven tillsammans med Nils-Petter Ankarblom och Edvin Hjertquist. 

## Teater

### Roller (ej komplett)
| År                                         | Roll                                                                                | Produktion                                                                          | Regi                     | Teater                                  |
| ------------------------------------------ | ----------------------------------------------------------------------------------- | ----------------------------------------------------------------------------------- | ------------------------ | --------------------------------------- |
| 2005                                       | Agnes                                                                               | Oväder - ett slags musikal                                                          |                          | Östgötateatern                          |
| 2007                                       | Linda                                                                               | The Wedding Singer Matthew Sklar, Chad Beguelin och Tim Herlihy                     | Staffan Aspegren         | Wermland Opera                          |
| 2008                                       | Linda                                                                               | Blodsbröder Willy Russell                                                           | Elisabeth Ljungar        | Malmöoperan                             |
| 2009                                       | Wendla Bergman                                                                      | Spring Awakening                                                                    | Helena Röhr              | Malmöoperan                             |
| 2009                                       | Eponine                                                                             | Les Misérables                                                                      | Lisa Kent                | Det Ny Teater                           |
| 2011                                       | Suzannah                                                                            | Hair Gerome Ragni, James Rado och Galt MacDermot                                    | Ronny Danielsson         | Stockholms stadsteater                  |
| 2011                                       | Anita                                                                               | West Side Story Leonard Bernstein, Stephen Sondheim och Arthur Laurents             | Stina Ancker             | Göteborgsoperan                         |
| 2012                                       | Anita                                                                               | West Side Story Leonard Bernstein, Stephen Sondheim och Arthur Laurents             | Stina Ancker             | Göteborgsoperan                         |
| Maria von Trapp                            | Sound of Music Richard Rodgers och Oscar Hammerstein II                             | Ronny Danielsson                                                                    | Uppsala Stadsteater      |                                         |
| Maria von Trapp                            | Sound of Music Richard Rodgers och Oscar Hammerstein II                             | Ronny Danielsson                                                                    | Uppsala Stadsteater      | 2013                                    |
| Graziella                                  | West Side Story Leonard Bernstein, Stephen Sondheim och Arthur Laurents             | Ronny Danielsson                                                                    | Stockholms Stadsteater   |                                         |
| 2014                                       | Sally Bowles                                                                        | Cabaret John Kander, Fred Ebb och Joe Masteroff                                     | Hugo Hansén              | Malmö Opera/Malmö Stadsteater           |
| 2015                                       | Whatsername                                                                         | American Idiot Billie Joe Armstrong och Michael Mayer                               | Philip Zandén            | Malmö Opera                             |
| 2016                                       | Whatsername                                                                         | American Idiot Billie Joe Armstrong och Michael Mayer                               | Philip Zandén            | Cirkus, Stockholm´                      |
| 2017                                       | Alison Bechdel                                                                      | Fun Home Lisa Kron och Jeanine Tesori                                               | Carolina Frände          | Kulturhuset Stadsteatern                |
| 2017                                       | Florence                                                                            | Chess Benny Andersson, Björn Ulvaeus och Tim Rice                                   | Ola Hörling              | Kristianstads teater                    |
| 2019                                       | Navigation Officier                                                                 | Return to the Forbidden Planet Bob Carlton                                          | Rikard Bergqvist         | GöteborgsOperan                         |
| 2019                                       | Hodel                                                                               | Spelman på taket Jerry Bock, Sheldon Harnick och Joseph Stein                       | Ronny Danielsson         | Kulturhuset Stadsteatern/ Dansens hus   |
| 2020                                       | Alice Russel                                                                        | Lizze the musical Tim Maner, Steven Cheslik-DeMeyer, Alan Stevens Hewitt            | Helena Sandström Cruz    | Östgötateatern                          |
| 2020                                       | Frida                                                                               | Above all this Frida Modén Treichl, Kajsa Isakson och Nils-Petter Ankarblom         | Kajsa Isakson            | Östgötateatern/ Folkteatern i Gävleborg |
| 2021                                       | Maria von Trapp                                                                     | Sound of Music Richard Rodgers, Oscar Hammerstein, Howard Lindsay och Russel Crouse | Heinrich Christensen     | Malmö Opera                             |
| 2022                                       | Maria von Trapp                                                                     | Sound of Music Richard Rodgers, Oscar Hammerstein, Howard Lindsay och Russel Crouse | Heinrich Christensen     | Malmö Opera                             |
| Syster Berthe Maria von Trapp (Understudy) | Sound of Music Richard Rodgers, Oscar Hammerstein, Howard Lindsay och Russel Crouse | Ronny Danielsson                                                                    | Kulturhuset Stadsteatern |                                         |
| 2024                                       | Bobbie                                                                              | Company Stephen Sondheim och George Furth                                           | Maria Sid                | Kulturhuset Stadsteatern                |

## Musik

### Album
- 2024 – Above all This, Text & Musik Frida Modén Treichl, Musik, producent & arr Nils-Petter Ankarblom, Stråktrio Malin-My Wall, Victoria Nilsdotter & Tove Törngren Brun

### Singlar
- 2018 – Amazon of Wonder, Musik Frida Modén Treichl, Nils-Petter Ankarblom, Edvin Hjertquist, text Frida Modén Treichl, Nils-Petter Ankarblom. [21]
- 2020 – All My Life, Musik & Text Frida Modén Treichl, arr Nils-Petter Ankarblom

## TV

### Sing-A-Long
Frida Modén Treichl tävlade i Markoolios lag tillsammans med Pernilla Wahlgren.

I Shirley Clamps lag tävlade Pia Johansson och Ola Forssmed.
Avsnitt 9, sändes den 21 april 2012.

### Jakten på Julia
Jakten på Julia sändes 20 mars - 22 maj i SVT1.
| Program         | Låttitel | Musikal              | Artist                                     |
| --------------- | --- | -------------------- | ------------------------------------------ |
| Program 1       | Take Me or Leave Me                                                                                                  | Rent                 | -                                          |
| Program 2       | On My Own | Les Misérables       | -                                          |
| Program 3       | Sweet Dreams | -                    | Beyoncé Knowles                            |
| Program 4 Live  | If I Can't Have You                                                                                                  | Saturday Night Fever | -                                          |
| Program 5 Live  | So What | -                    | Pink                                       |
| Program 6 Live  | What I Did for Love                                                                                                  | A Chorus Line        | -                                          |
| Program 7 Live  | Det blir alltid värre framåt natten                                                                                  | -                    | Björn Skifs                                |
| Program 8 Live  | Kids och There's Gotta Be Something Better Than This. Tillsammans med Kristina Lindgren                              | Sweet Charity        | Kylie Minogue & Robbie Williams            |
| Program 9 Live  | All by Myself och Habanera                                                                                           | Bizets Opera Carmen  | Céline Dion                                |
| Program 10 Live | What I did for Love                                                                                                  | A Chorus Line        | -                                          |
| Superduellen    | Ännu doftar kärlek/Holding out for a Hero/Jag måste skynda mig på. Tillsammans med Lisette Pagler och Måns Zelmerlöw | Footloose            | Marie Fredriksson/Bonnie Tyler/Lena + Orup |